# Cathédrale Saint-Joseph de Mopti
Cette  cathédrale n’est pas la seule cathédrale Saint-Joseph.
La cathédrale Saint-Joseph de Mopti, au Mali, est la cathédrale catholique du diocèse de Mopti.